# Chi Chia-wei
Chi Chia-wei (chino: 祁家威; pinyin: Qí Jiāwēi; nacido el 2 de agosto de 1958) es un activista taiwanés por los derechos civiles de los homosexuales.
Chi está incluido en la lista de las 100 personas más influyentes de 2020 de la revista Time.

## Activismo
En marzo de 1986, Chi se convirtió en la primera persona en Taiwán en declarar su homosexualidad en la televisión nacional, organizando una conferencia de prensa para anunciar tanto su sexualidad como el lanzamiento de una campaña para prevenir la propagación del SIDA/VIH.  Después de conocer a su actual pareja en 1988, Chi trabajó como el único activista contra el sida y el VIH del país, operando un centro de transición para pacientes con VIH y SIDA y abogando por relaciones sexuales más seguras entre la comunidad LGBT del país. En 2000 generó controversia en la comunidad LGBT taiwanesa cuando llegó a un acuerdo con una compañía de crédito local para contratar a personas con SIDA para trabajar como cobradores de deudas, lo que los activistas condenaron como explotación de personas en situaciones de riesgo.
Chi también abogó por el reconocimiento de las uniones entre personas del mismo sexo. En 1986, Chi se dirigió a la oficina del notario del Tribunal de Distrito de Taipéi con una solicitud de licencia de matrimonio notariada, que fue rechazada de inmediato; su apelación al  Yuan Legislativo también fue rechazada en términos duros. Poco después, el 15 de agosto, fue detenido por la policía por estar involucrado en un robo, lo que negó. Condenado a cinco años, fue encarcelado durante 162 días ese año, tras lo cual fue posteriormente indultado por un juez y puesto en libertad. Su encarcelamiento era habitual de los disidentes políticos de finales del período del Terror Blanco, que terminó al año siguiente.
El 21 de marzo de 2013, volvió a solicitar una licencia; cuando se le negó, apeló al Departamento de Asuntos Civiles del Gobierno de la Ciudad de Taipéi, quien remitió la cuestión de constitucionalidad al Tribunal Administrativo Superior de Taipéi y luego al Tribunal Administrativo Supremo en 2015. Tanto Chi como el Departamento solicitaron una interpretación constitucional sobre el tema y pidieron al tribunal que se concentraran dado que el Código Civil de Taiwán debería permitir el matrimonio entre personas del mismo sexo y, de no ser así, eso violaría los artículos de la Constitución de la República de China relacionados con la igualdad y la libertad para casarse. El 24 de mayo de 2017, la Corte Constitucional dictaminó en la Interpretación No. 748 que la restricción del matrimonio del Código Civil es inconstitucional y dictaminó que las parejas del mismo sexo podrían contraer matrimonio el 24 de mayo de 2019 o antes.

## Medios
En la película taiwanesa Llevo tu nombre grabado el director rinde homenaje a Chi. Se puede ver a un personaje basado en él vistiendo el famoso disfraz hecho en parte de condones y sosteniendo un cartel que dice "la homosexualidad no es una enfermedad". El equipo de producción habló con Chi antes de incluir esta escena.